# Boissy-aux-Cailles
Boissy-aux-Cailles è un comune francese di 322 abitanti situato nel dipartimento di Senna e Marna nella regione dell'Île-de-France.

## Società

### Evoluzione demografica
Abitanti censiti